# Memorandum
A memorandum (franciául memoire, magyarul ritkán emlékirat) az írásbeli diplomáciai érintkezés egyik formája. Hasonló dokumentumok az üzleti élet és a jogi tevékenység során is keletkeznek.

## Tartalma
Általában valamely bonyolultabb, tárgyalás alatt álló kérdéssel kapcsolatos álláspont részletes, adatokkal alátámasztott kifejtését foglalja magába. Az emlékeztetőtől eltérően nem kapcsolódik szorosan egy tárgyalási eseményhez, hanem az adott téma beható feldolgozása a lényege.

## Formája, átadása
A memorandum készítésével kapcsolatban formai követelmények nincsenek. Lehet szóbeli jegyzék mellékleteként küldeni, vagy személyesen átadni, multilaterális tárgyalásokon kiosztani.